# Віра, Надія, Любов та матір їх Софія
Віра, Надія, Любов та матір їх Софія (грец. αγία Σοφία και οι κόρες της Πίστις, Ἐλπίς, Ἀγάπη, італ. Sapienza, Fede, Speranza, Carità, лат. Sapientia, Fides, Spes, Caritas; пом. 137, Рим, Римська імперія) — ранньохристиянські святі, шановані в лику мучениць. Жили у II столітті в Римі. У Православній церкві їхня пам'ять вшановується 17 вересня.
Хоча в попередніх виданнях Римського мартиролога пам’ять святих Віри, Надії та Любові в Римо-Католицькій церкві вшановувалась 1 серпня, а їх матері Софії – 30 вересня, у нинішньому тексті цього офіційного, але нібито неповного каталогу святих Римо-Католицької Церкви немає свята, присвяченого трьом святим.
Відомості про святу Софію та її дочок відсутні в найдавніших мартирологах, й перші згадки про них відносяться до VII століття. На думку болландистів, ці мучениці є персоніфікацією християнських чеснот, а не реальними особистостями.

## Життєпис

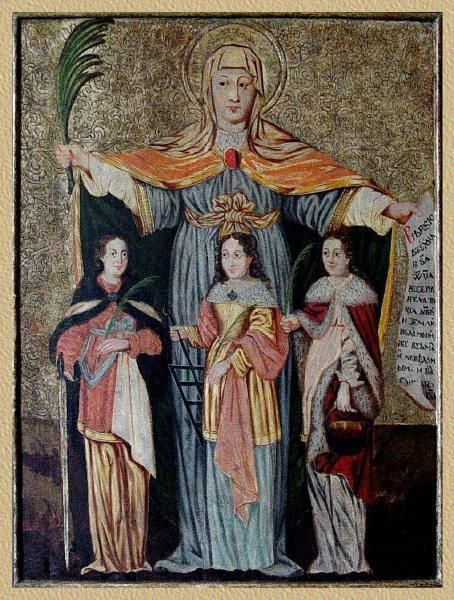
Свята мати Софія та її доньки Віра, Надія й Любов. Західна Україна 18 ст

Софія, вдова з Мілана, прибула до Риму і зупинилася у багатої пані на ім'я Фессамнія. Згідно з переказами, Віра (грец. Πίστις), Надія (грец. Ἐλπίς) і Любов (грец. Ἀγάπη) виховувалися матір'ю у християнському благочесті. Коли 137 року почалося переслідування християн, матір з дочками ув'язнили й відправили на суд до імператора. Коли вимоги зректися християнської віри не допомогли, Адріан доручив родовитій жінці Палладії переконати матір та дочок вернутися до ідолопоклоніння: поклонитися богині Діані — спочатку обіцянкою багатих подарунків, а потім погрозами.
Але вони твердо сповідували свою віру в Христа. Імператор наказав піддати дочок Софії жорстоким тортурам, але вони дивним чином перенесли їх і загинули, тільки будучи обезголовленими або зарубаними. На день смерті Вірі було 12 років, Надії — 10 і Любові — 9. Імператор віддав понівечені тіла дочок Софії, вона з почестями поховала їх, а сама провела в молитві три дні біля їхнього гробу й померла.
Пам'ять святих вшановується церквою 17 вересня.
Зображення святої Софії з трьома доньками в період Речі Посполитої було присутнє на гербі Київської католицької єпископії.
Початкові грецькі імена дочок — Пістіс, Елпіс і Агапе — були перекладені старослов'янською мовою (староцерк.-слов. Вѣра, Надежда, Люба), і тільки ім'я їхньої матері Софії («Мудрість») залишили без перекладу.

## Вшанування пам'яті
У місті Львів є вулиця Віри, Надії, Любові.
У місті Кривий Ріг є окремо вулиця Віри, вулиця Надії, вулиця Любові, що розташовані одна біля одної.

У місті Первомайськ є провулок Софії. Також є вулиця Надії.

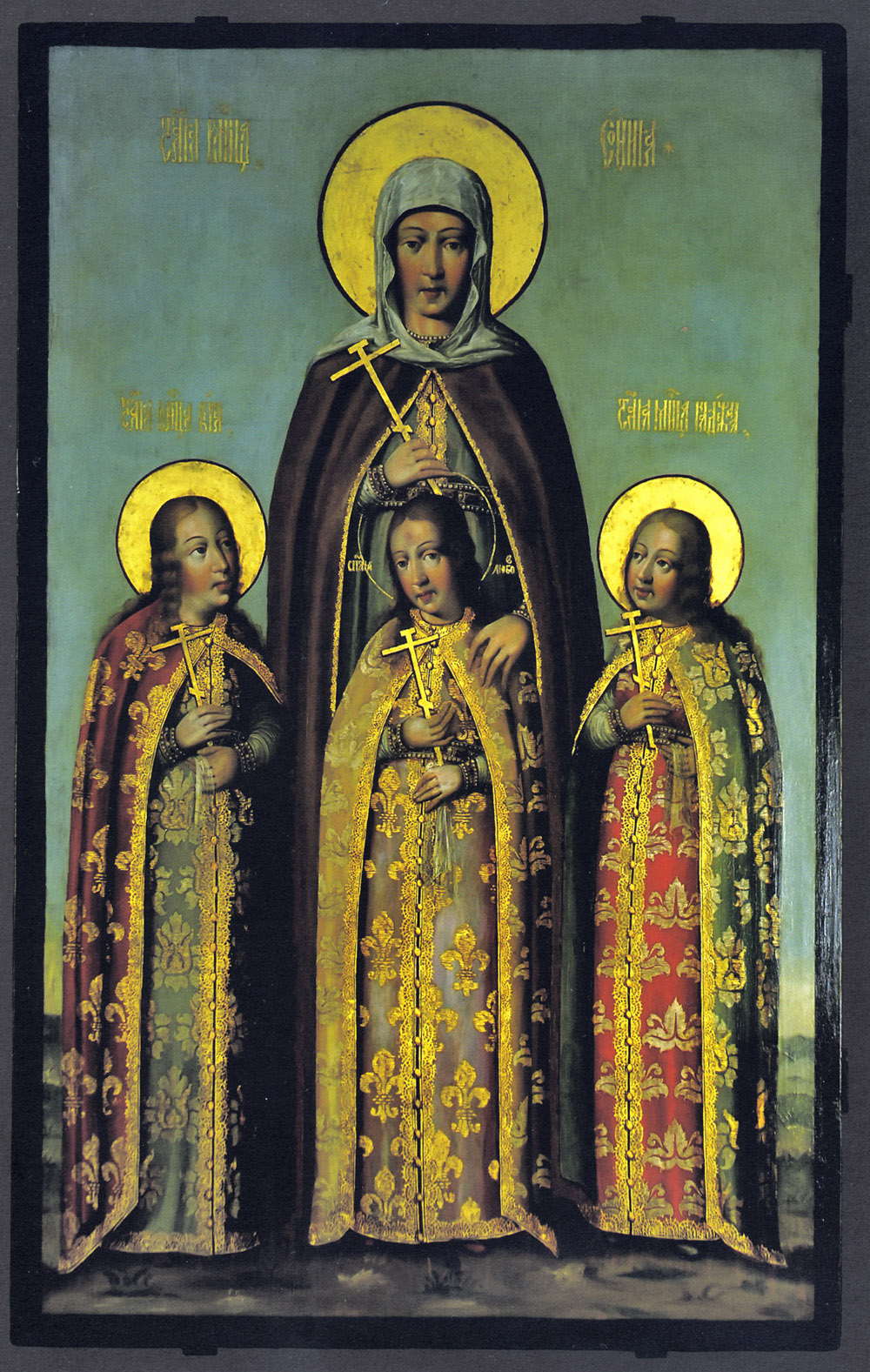
Ікона роботи Карпа Золотарьова (1685 рік)

## Зауваження
1. ↑  Деякими православними церквами святкується 17 (30) вересня за юліанським календарем, зокрема Єрусалимською, Російською, Сербською, Грузинською, Польською і Македонською православними церквами.